# Angiología y cirugía vascular
La angiología y cirugía vascular es una especialidad médico-quirúrgica dedicada al estudio, prevención, diagnóstico clínico e instrumental y tratamiento de la patología vascular.

## Campo de acción
En el ámbito asistencial la Angiología y Cirugía Vascular se ocupa de:
- Arteriopatías degenerativas y/u obliterantes.
- Isquemias agudas de los miembros por embolia o trombosis.
- Isquemias crónicas de los miembros.
- Aneurismas y arteriopatías ectasiantes.
- Arteriopatías inflamatorias y vasculitis.
- Traumatismos vasculares.
- Fístulas arteriovenosas.
- Síndromes vasomotores y mixtos.
- Enfermedades ectasiantes de las venas.
- Malformaciones congénitas vasculares. Angiodisplasias.
- Trombosis venosas y síndrome postrombótico.
- Insuficiencia venosa crónica. Varices.
- Úlceras de origen vascular.
- Insuficiencia vascular cerebral de origen extracraneal.
- Isquemia mesentérica aguda y crónica.
- Hipertensión arterial vásculo-renal.
- Síndromes neurovasculares del opérculo torácico.
- Enfermedades de los vasos linfáticos y linfedemas.
- Tumores vasculares. Quemodectomas y Paragangliomas.
- Enfermedades de la microcirculación (enfermedades vasoespásticas, acrocianosis, etc.).
- Trasplante de órganos.
- Reimplantación de miembros.

## Diagnóstico
En el campo del diagnóstico son propios de la Angiología y Cirugía Vascular:
a) Diagnóstico clínico: Este especialista debe tener un amplio conocimiento de la patología vascular que le permita el diagnóstico acertado y un juicio clínico sobre su evolución y gravedad.
b) Diagnóstico no invasivo: El especialista en Angiología y Cirugía Vascular debe ser competente en el conocimiento y realización de pruebas no invasivas del laboratorio de exploraciones funcionales. Las técnicas de diagnóstico utilizadas son:
- Claudicometría.
- Velocimetría Doppler.
- Ecografía Doppler (Dúplex-scan).
- Doppler transcraneal.
- Técnicas pletismográficas (PPG, PVR, anillos de mercurio, aire, etc.).
- Diagnóstico no invasivo microcirculatorio (PO2, Láser Doppler, Capilaroscopía, etc.).

c) Diagnóstico por imagen: Incluye la realización, interpretación e información diagnóstica de arteriografías, flebografías y linfografías, cuya indicación venga determinada por la patología vascular. Asimismo, este especialista debe conocer en profundidad, siendo capaz de interpretar y valorar, cualquier otra técnica de diagnóstico por imagen en el campo de la patología vascular (TAC, Resonancia Magnética, etc.).
El especialista en Angiología y Cirugía Vascular debe ser competente también en la utilización del arco digital tanto para procedimientos diagnósticos como para la práctica de terapias endovasculares.
Finalmente, el diagnóstico de estas patologías incluye el conocimiento de otras técnicas de imagen como angioscopia y ultrasonidos endovasculares (IVUS) o técnicas de valoración funcional como sondas electromagnéticas medidoras de flujos, presiones y resistencias periféricas.

## Tratamiento

### Tratamiento médico
Comprende la indicación, prescripción y control ulterior de toda terapia médica enfocada a la prevención y tratamiento de las enfermedades vasculares.

### Tratamiento quirúrgico

#### Tratamiento endovascular
Son las técnicas invasivas de terapia a distancia a través de guías y catéteres, bien con acceso percutáneo o quirúrgico. Incluyen:
- El tratamiento de procesos trombóticos con empleo por cateterismo de fibrinolíticos o de aspiración.
- Procesos oclusivos mediante recanalización o dilatación con o sin colocación de prótesis recubiertas o no de diferentes materiales o fármacos.
- El tratamiento de exclusión de aneurismas mediante prótesis endoluminales.
- La embolización de lesiones que requieran interrupción de flujo o cierre vascular en el tratamiento de aneurismas, fístulas arteriovenosas y otros procesos vasculares.
- La utilización de filtros en la luz vascular.
- Láser endovascular.
- Manejo de dispositivos técnicos que la evidencia clínica demuestre su utilidad en el tratamiento de las patologías vasculares.

#### Tratamiento quirúrgico abierto
La Angiología y Cirugía Vascular se ocupa del tratamiento de las lesiones de los vasos del organismo. Las técnicas quirúrgicas más usuales que les son propias son:
- Ligadura de vasos y suturas vasculares.
- Técnicas de oclusión vascular y exéresis.
- Anastomosis vasculares.
- Cirugía arterial directa (embolectomías, tromboembolectomías, endarterectomías, bypass o derivaciones, injertos arteriales y venosos, prótesis, angioplastias y parches vasculares) de las localizaciones previamente indicadas (periféricas, troncos supraaórticos, aorta torácica descendente y abdominal, arterias digestivas y renales).
- Cirugía del simpático lumbar y cervicotorácico.
- Amputaciones isquémicas.
- Cirugía venosa. Las técnicas quirúrgicas en el campo de la Flebología son propias del Angiólogo y Cirujano Vascular: Flebectomias, fleboextracciones, trombectomía, derivaciones, métodos interruptivos, etc.
- Técnicas vasculares en el trasplante de órganos y reimplantaciones de extremidades.
- Derivaciones vasculares en la hipertensión portal.
- Accesos vasculares para hemodiálisis y otras terapias.
- Microcirugía vascular.
- Técnicas quirúrgicas en el opérculo torácico.

#### Cirugía de mínima invasión
Las técnicas endoscópicas y la cirugía robótica aplicada a la realización de técnicas vasculares son de la competencia del cirujano vascular entrenado para tal fin. Las técnicas laparoscópicas pueden realizarse independientes o combinadas
con otras quirúrgicas o endovasculares en la solución de problemas vasculares.